# Ciappara
 (septembre 2017).
Ciappara est un patronyme maltais.

## Étymologie
L'origine du nom est obscure. Il pourrait dériver des noms de famille italiens Ciappa (présent surtout en Sicile) et Chiappa (présent surtout en Lombardie), mais c'est incertain. En revanche, le nom Ciappara est inconnu en Italie.
Sa présence à Malte est attestée en 1480 sous la forme Chappara.

## Distribution du patronyme dans le monde
Selon le site Forebears, en 2014, il y avait dans le monde 831 personnes qui portaient ce nom, dont 406 à Malte. En dehors de l'archipel maltais, le nom Ciappara se rencontre essentiellement en France et en Australie, au sein de la communauté maltaise (en).

| Pays        | Nombre de personnes portant ce patronyme (2014) |
| ----------- | ----------------------------------------------- |
| Malte       | 406                                             |
| France      | 159                                             |
| Australie   | 150                                             |
| États-Unis  | 44                                              |
| Royaume-Uni | 32                                              |
| Canada      | 30                                              |
| Belgique    | 2                                               |
| Espagne     | 2                                               |